# آنا من المجر
آنا من المجر (1260-1281)اميرة المجر وكرواتيا وزوجة الإمبراطور البيزنطي أندرونيكوس الثاني باليولوج، وهي ابنة ستيفن الخامس ملك المجر من زوجته إليزابيث الكومانية. في 8 نوفمبر 1273 تم الزواج بين آنا واندرونيكوس الثاني باليولوج .هذا الزواج اثمر ولدين :
- ميخائيل التاسع باليولوج .
- قسطنطين باليولوج.[2]

## الوفاة
توفيت الاميرة آنا قبل ان يصبح زوجها امبراطوراً في عام 1282 , ومع هذا فإن جميع الاباطرة البيزنطيين اللاحقين من آل باليولوج وحتى سقوط القسطنطينية بيد العثمانيين عام 1453 هم ذريتها من ابنها ميخائيل التاسع باليولوج .